# Politikåret 1922

## Händelser
- 25 februari - Luigi Facta efterträder Ivanoe Bonomi som Italiens konseljpresident.[1]
- 14 mars - Kungariket Egypten utropas.[2]
- 22 augusti - Irländska fristatens krigsminister Michael Collins mördas i ett bakhåll under irländska inbördeskriget.
- 27 september - Kung Konstantin I av Grekland abdikerar.[3]
- 23 oktober - Andrew Bonar Law efterträder David Lloyd George som Storbritanniens premiärminister.[4]
- 30 oktober - Benito Mussolini efterträder, efter den så kallade "marschen mot Rom", Luigi Facta som Italiens konseljpresident.[1]

## Val och folkomröstningar
- 15 november - Storbritannien går till parlamentsval. Valet vinns av Andrew Bonar Laws Conservative Party.

## Organisationshändelser
- Okänt datum – Chiles kommunistiska parti bildas.
- Okänt datum – Generalsionisterna bildas i Israel.
- Okänt datum – Japans kommunistiska parti bildas.

## Födda
- 9 januari – Ahmed Sékou Touré, Guineas president 1958–1984.
- 10 februari – Árpád Göncz, Ungerns president 1990–2000.
- 17 januari – Luis Echeverría, Mexikos president 1970–1976.
- 13 april – Julius Nyerere, Tanganyikas förste och enda president 1962–1964 samt Tanzanias förste president 1964–1985.
- 14 maj – Franjo Tuđman, Kroatiens förste president 1990–1999.
- 13 juli – Anker Jørgensen, Danmarks statsminister 1972–1973 och 1975–1982.
- 17 september – Agostinho Neto, Angolas förste president 1975–1979.
- 27 oktober – Carlos Andrés Pérez, Venezuelas president 1974–1979 och 1989–1993.

## Avlidna
- 28 april – Paul Deschanel, Frankrikes president 1920.
- 21 augusti – Jørgen Løvland, Norges statsminister 1907–1908.
- 16 december – Gabriel Narutowicz, Polens första president 1922.

### Fotnoter
1. 1 2  ”Italy” (på engelska). World Statesmen. http://www.worldstatesmen.org/Italy.htm. Läst 31 juli 2015.
2. ↑  ”Egypt” (på engelska). World Statesmen. http://www.worldstatesmen.org/Egypt.html. Läst 7 november 2012.
3. ↑  ”Greece” (på engelska). World Statesmen. http://www.worldstatesmen.org/Greece.html. Läst 23 november 2012.
4. ↑  ”United Kingdom” (på engelska). World Statesmen. http://www.worldstatesmen.org/United_Kingdom.html. Läst 1 augusti 2015.